# Colin Farrell
Colin James Farrell (n. 31 mai 1976, Castleknock⁠(d), Fingal⁠(d), Irlanda) este un actor irlandez, câștigător a două Globuri de Aur și nominalizat la premiile Oscar. A apărut în numeroase filme de succes cum ar fi Minority Report, Miami Vice, Phone Booth, In Bruges, Triage, Alexandru sau Spiritele din Inisherin.

## Biografie

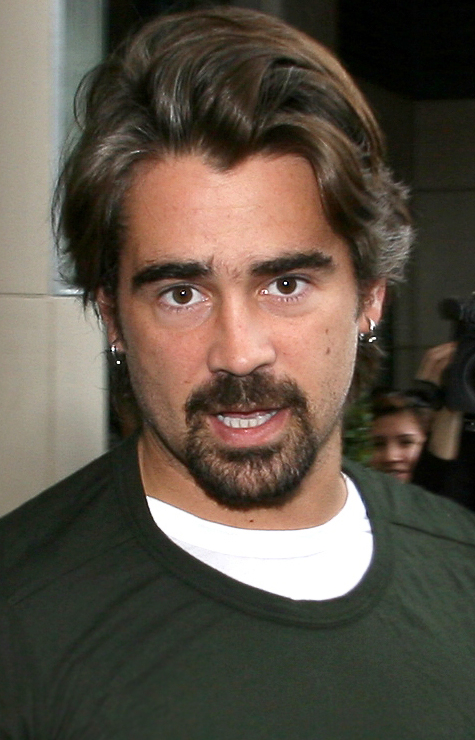
Farrell la Festivalul de Film de la Toronto, 2007

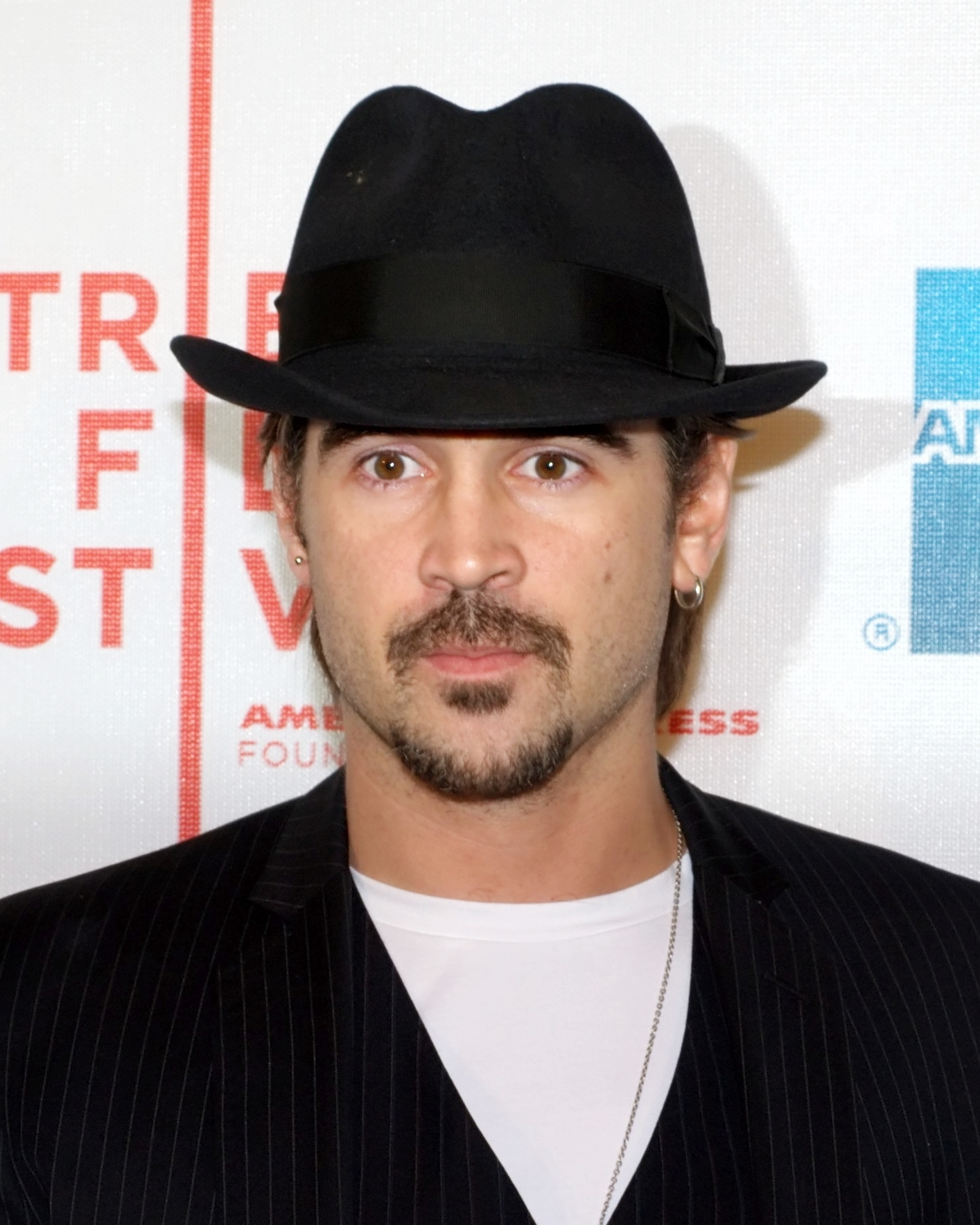
Colin Farrell la premiera fimului Ondine

Este fiul lui Rita, casnică, și a lui Eamon, un fotbalist care a jucat la echipa Shamrock Rovers FC și a deținut o companie de import export în Dublin. Colin este cel mai mic dintre cei 4 copii ai familiei: mai are un frate - Eamon și două surori - Catherine și Claudine. Ambele surori ale sale au apărut în câteva dintre producțiile cinematografice în care a jucat Colin. Dintre cele două, Claudine lucrează de asemenea și pe post de asistentă și companioană a actorului.
În numeroase interviuri, Colin a vorbit deschis despre adolescență sa, cum la 15 ani și-a pierdut virginitatea cu o femeie cu 20 de ani mai mare decât el, în timpul liceului a fost unul dintre elevii problemă.

## Carieră

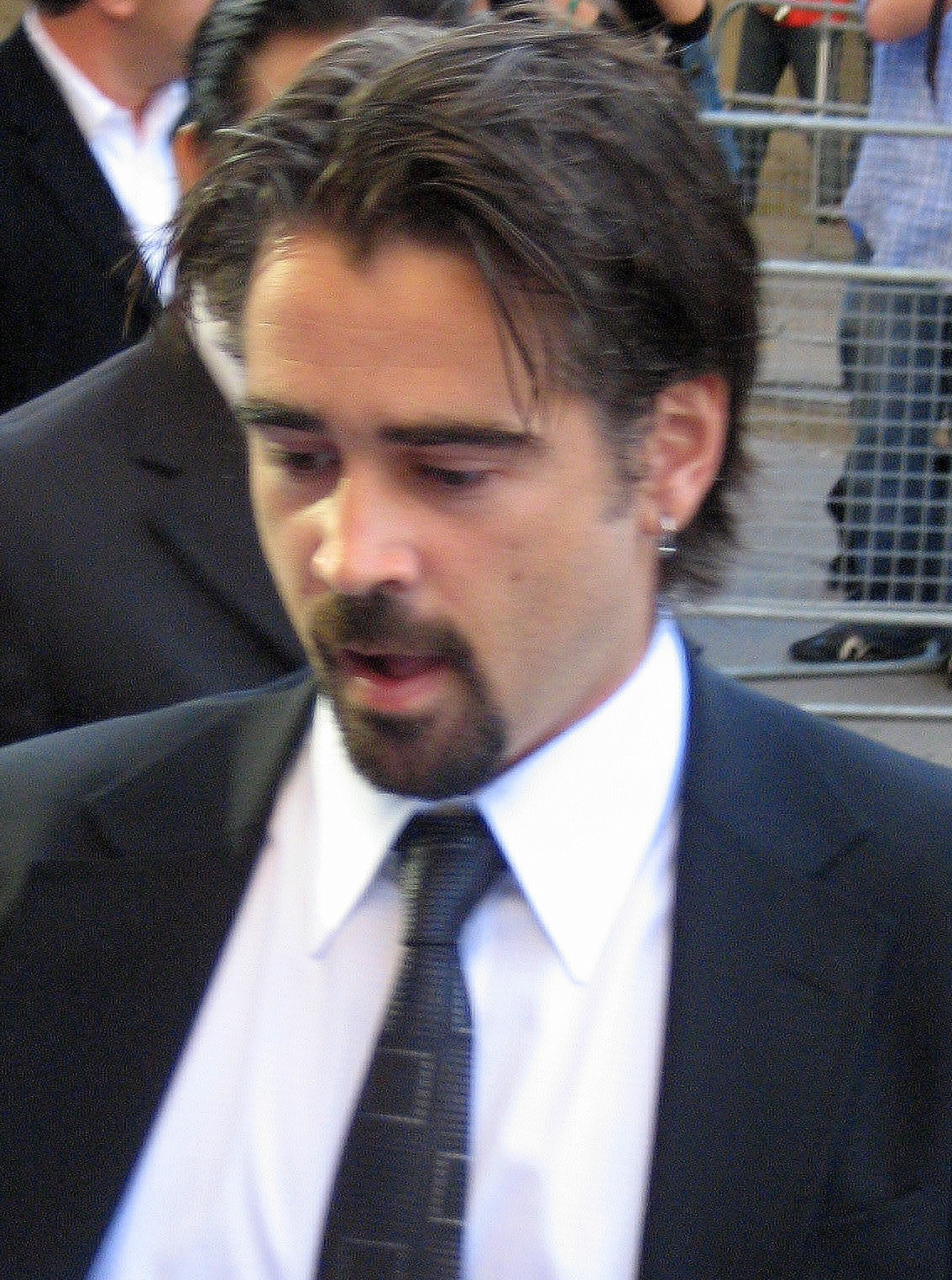
Colin Farrell la Festivalul de Film de la Toronto, 2007

Deși inițial voia să o ia pe urmele tatălui său și să se profileze pe o carieră în fotbal, acesta s-a răzgândit între timp și a încercat să se alăture unei formații. După ce a renunțat la Școala de Actorie Gaiety, Farell a fost distribuit în "Ballykissangel" - o dramă difuzată de postul de televiziune BBC, iar mai apoi a apărut în filmul independent Drinking Crude. Filmul cu care a ieșit din anonimat a fost Tigerland (2000), regizat de Joel Schumacher, unde l-a interpretat pe arogantul soldat Boz. Acest film a fost urmat în 2001 de American Outlaws, unde avea să-l interpreteze pe celebrul infractor și ucigaș Jesse James - film ce s-a dovedit a fi un adevărat eșec în box-office.
În 2002 a jucat alături de Bruce Willis în Hart's War, însă nu s-a bucurat de prea mare succes nici cu acest film. Momentul lui de glorie a venit în același an, când Steven Spielberg l-a distribuit în Minority Report, alături de Tom Cruise - film  ce s-a dovedit a fi un adevărat succes atât financiar cât și critic. Farrell a continuat să se bucure de succes și cu apariția în Phone Booth (2002), The Recruit (2003), Daredevil (2003) și a colaborat din nou cu Joel Schumacher la filmul Veronica Guerin (2003). În 2004 interpretarea împăratului Alexandru cel Mare în filmul Alexander avea să genereze încasări substanțiale. Mai apoi, în 2005, a apărut într-un nou film istoric: The New World, unde a jucat alături de Christopher Plummer și Christian Bale în rolul unui explorator. Miami Vice regizat de Michael Mann este un alt film notabil în care Farrell a jucat împreună cu Jamie Foxx. În 2007 a fost fratele lui Ewan Mcgregor în dramă Cassandra's Dream, regizat de Woody Allen. Rolul din În Bruges (2008) avea să-i aducă primul Glob de Aur din carieră. Cel mai recent a apărut în ultimul film al lui Heath Ledger - The Imaginarium of Doctor Parnassus, iar salariul primit pentru acest rol l-a donat fiicei regretatului actor (Legder).

## Viața privată
Colin Farrell a avut o relație cu actrița engleză Amelia Warner între iulie și noiembrie 2001. Au fost speculații că ei ar fi fost căsătoriți, însă mai târziu el a infirmat asta. A avut o relație cu fotomodelul Kim Bordenave, din care a rezultat un băiețel, născut pe 12 septembrie 2003.

## Filmografie

### Film
| An   | Film                                    | Rol                                   | Note |               |
| ---- | --------------------------------------- | ------------------------------------- | --- | ------------- |
| 1995 | Frankie Starlight                       | Extra                                 | Uncredited |               |
| 1996 | The Disappearance of Finbar             | Extra                                 | Uncredited |               |
| 1997 | Drinking Crude                          | Click                                 | |               |
| 1999 | The War Zone                            | Nick                                  | |               |
| 2000 | Ordinary Decent Criminal                | Alec                                  | |               |
| 2000 | Tigerland                               | Pvt. Roland Bozz                      | Boston Society of Film Critics Award for Best Actor London Film Critics Circle Award for Newcomer of the Year                                                                       |               |
| 2001 | American Outlaws                        | Jesse James                           | |               |
| 2002 | Hart's War                              | Lt. Thomas W. Hart                    | |               |
| 2002 | Minority Report                         | Danny Witwer                          | Nominated—Empire Award for Best Actor |               |
| 2003 | Veronica Guerin                         | Tattooed Boy                          | Cameo |               |
| 2003 | Daredevil                               | Bullseye                              | |               |
| 2003 | Phone Booth                             | Stu Shepard                           | |               |
| 2003 | The Recruit                             | James Douglas Clayton                 | |               |
| 2003 | S.W.A.T.                                | Jim Street                            | Nominated—Irish Film & Television Award for Best Actor |               |
| 2003 | Intermission                            | Lehiff                                | Nominated—European Film Awards Jameson People's Choice Award for Best Actor Nominated—Irish Film & Television Award for Best Supporting Actor                                       |               |
| 2004 | A Home at the End of the World          | Bobby Morrow (1982)                   | Nominated—Irish Film & Television Award for Best Actor |               |
| 2004 | Alexander                               | Alexander the Great                   | |               |
| 2005 | The New World                           | Captain John Smith                    | |               |
| 2006 | Miami Vice                              | Det. James "Sonny" Crockett           | Nominated—Irish Film & Television Award for Best Actor |               |
| 2006 | Ask the Dust                            | Arturo Bandini                        | |               |
| 2007 | Cassandra's Dream                       | Terry                                 | |               |
| 2008 | Pride and Glory                         | Jimmy Egan                            | |               |
| 2008 | In Bruges                               | Ray                                   | Golden Globe Award for Best Actor – Motion Picture Musical or Comedy Nominated—British Independent Film Award for Best Actor Nominated—Irish Film & Television Award for Best Actor |               |
| 2009 | Ondine                                  | Syracuse                              | Irish Film & Television Award for Best Actor San Diego Film Critics Society Award for Best Actor                                                                                    |               |
| 2009 | Triage                                  | Mark Walsh                            | |               |
| 2009 | Crazy Heart                             | Tommy Sweet                           | |               |
| 2009 | The Imaginarium of Doctor Parnassus     | Tony (3rd Transformation)             | |               |
| 2010 | The Way Back                            | Valka                                 | |               |
| 2010 | London Boulevard                        | Mitchell                              | |               |
| 2011 | Horrible Bosses                         | Bobby Pellitt                         | Nominated – Satellite Award for Best Supporting Actor – Motion Picture |               |
| 2011 | Fright Night                            | Jerry Dandridge                       | |               |
| 2012 | Total Recall                            | Douglas Quaid / Karl Hauser           | |               |
| 2012 | Seven Psychopaths                       | Marty Faranan                         | |               |
| 2013 | Dead Man Down                           | Victor                                | |               |
| 2013 | Epic                                    | Ronin                                 | Voice role |               |
| 2013 | Saving Mr. Banks                        | Travers Robert Goff                   | [ 26 ] [ 27 ] |               |
| 2014 | Winter's Tale                           | Peter Lake                            | |               |
| 2014 | Miss Julie                              | John                                  | [ 28 ] |               |
| 2014 | Solace                                  | Charles Ambrose                       | [ 29 ] |               |
| 2015 | The Lobster                             | David                                 | |               |
| 2016 | Fantastic Beasts and Where to Find Them | Percival Graves / Gellert Grindelwald | | [ 30 ]        |
| 2017 | The Killing of a Sacred Deer            | Steven Murphy                         | | [ 31 ]        |
| 2017 | The Beguiled                            | John McBurney                         | | [ 32 ]        |
| 2017 | Roman J. Israel, Esq.                   | George Pierce                         | | [ 33 ]        |
| 2018 | Widows                                  | Jack Mulligan                         | | [ 34 ]        |
| 2019 | Dumbo                                   | Holt Farrier                          | | [ 35 ]        |
| 2019 | The Gentlemen                           | Coach                                 | | [ 36 ]        |
| 2020 | Artemis Fowl                            | Artemis Fowl I                        | | [ 37 ]        |
| 2020 | Ava                                     | Simon                                 | | [ 38 ]        |
| 2021 | Voyagers                                | Richard Alling                        | | [ 39 ]        |
| 2021 | After Yang                              | Jake                                  | | [ 40 ] [ 41 ] |
| 2022 | The Batman                              | Oswald "Oz" Cobb / Pinguinul          | | [ 42 ] [ 43 ] |
| 2022 | Thirteen Lives                          | John Volanthen                        | | [ 44 ]        |
| 2022 | The Banshees of Inisherin               | Pádraic Súilleabháin                  | Golden Globe Award for Best Actor – Motion Picture Musical or Comedy Nominalizat - Premiul Oscar pentru cel mai bun actor                                                           | [ 45 ]        |

### Televiziune
| An      | Titlu                | Rol                          | Note                                   | Ref           |
| ------- | -------------------- | ---------------------------- | -------------------------------------- | ------------- |
| 1998–99 | Ballykissangel       | Danny Byrne                  | Credited as 'Col Farrell'              |               |
| 1998    | Falling for a Dancer | Daniel McCarthey             |                                        |               |
| 2005    | Scrubs               | Billy Callahan               | Season 4, episode 14: "My Lucky Charm" |               |
| 2005    | Saturday Night Live  | Himself                      | Host                                   |               |
| 2010    | Sesame Street        | Himself                      | Episod: "The Whoosh & Vanish Mystery"  | [ 48 ]        |
| 2015    | True Detective       | Detective Ray Velcoro        | 8 episoade                             | [ 49 ]        |
| 2021    | The North Water      | Henry Drax                   | 5 episoade                             | [ 50 ]        |
| 2024    | Sugar                | John Sugar                   | 8 episoade; și producător executiv     | [ 51 ]        |
| 2024    | Pinguinul            | Oswald "Oz" Cobb / Pinguinul | Miniserie; și producător executiv      | [ 52 ] [ 43 ] |

## Premii
| An                               | Premiu                                | Rezultat                      | Categoria                                                            | Film              |
| -------------------------------- | ------------------------------------- | ----------------------------- | -------------------------------------------------------------------- | ----------------- |
| 2000                             | Boston Society of Film Critics Awards | Câștigat                      | Best Actor                                                           | Tigerland         |
| 2002                             | Empire Awards                         | Nominalizare                  | Best Actor                                                           | Minority Report   |
| 2002                             | Shanghai International Film Festival  | Câștigat                      | Best Actor                                                           | Hart's War        |
| 2003                             | Irish Film and Television Awards      | Nominalizare                  | Best Actor                                                           | S.W.A.T.          |
| 2003                             | Irish Film and Television Awards      | Nominalizare                  | Best Actor                                                           | Intermission      |
| 2003                             | London Critics Circle Film Awards     | Câștigat                      | British Newcomer of the Year                                         | Tigerland         |
| 2004                             |                                       |                               |                                                                      |                   |
| European Film Awards             | Nominalizare                          | Audience Award for Best Actor | Intermission                                                         |                   |
| Irish Film and Television Awards | Nominalizare                          | Best Actor                    | A Home at the End of the World                                       |                   |
| 2006                             | Irish Film and Television Awards      | Nominalizare                  | Best Actor                                                           | Miami Vice        |
| 2009                             | Golden Globe Award                    | Câștigat                      | Best Performance by an Actor in a Motion Picture – Comedy or Musical | In Bruges         |
| 2009                             | British Independent Film Awards       | Nominalizare                  | Best Actor                                                           | In Bruges         |
| 2009                             | Irish Film and Television Awards      | Nominalizare                  | Best Actor                                                           | In Bruges         |
| 2010                             | Irish Film and Television Awards      | Câștigat                      | Best Actor in a Film                                                 | Ondine            |
| 2010                             | San Diego Film Critics Society Awards | Câștigat                      | San Diego Film Critics Society Award for Best Actor                  | Ondine            |
| 2011                             | Satellite Awards                      | Nominalizare                  | Satellite Award for Best Supporting Actor – Motion Picture           | Horrible Bosses   |
| 2012                             | Boston Society of Film Critics Awards | Câștigat                      | Best Ensemble Cast                                                   | Seven Psychopaths |
| 2012                             | San Diego Film Critics Society Awards | Nominalizare                  | Best Ensemble Performance                                            | Seven Psychopaths |